# Terremoto di Hokkaidō del 2018
Il terremoto di Hokkaidō del 2018 (平成30年北海道胆振東部地震?, Heisei sanjūnen Hokkaidō Iburi tōbu jishin) si è verificato alle ore 3:08 di notte del 5 settembre 2018 nella parte meridionale dell'isola di Hokkaidō, in Giappone. L'epicentro è stato 27 km a est del centro di Tomakomai, nella sottoprefettura di Iburi, a una profondità di 33,4 km con una magnitudo di 6,6 Mw della scala MMS e intensità di 7 MJ della scala shindo dell'Agenzia Meteorologica Giapponese.

## Intensità

Scosse di assestamento dopo quella principale

È stato il primo sisma a raggiungere in Hokkaidō il grado di intensità 7 MJ della scala shindo dell'Agenzia Meteorologica Giapponese e il sesto in Giappone da quando il sistema di misurazione fu introdotto nel 1949.
| gradi della scala shindo | Prefettura | Municipalità |
| ------------------------ | ---------- | --- |
| 7                        | Hokkaidō   | Atsuma |
| 6-superiore              | Hokkaidō   | Abira, Mukawa |
| 6-inferiore              | Hokkaidō   | Aeroporto di Shin-Chitose, Hidaka, Biratori                                                                              |
| 5-superiore              | Hokkaidō   | Sapporo, Tomakomai, Ebetsu, Mikasa, Chitose, Eniwa, Naganuma, Shinhidaka                                                 |
| 5-inferiore              | Hokkaidō   | Hakodate, Muroran, Iwamizawa, Noboribetsu, Date, Kitahiroshima, Ishikari, Shinshinotsu, Nanporo, Yuni, Kuriyama, Shiraoi |

Nei giorni successivi vi furono 129 scosse di assestamento la più forte delle quali di intensità 5,4 Mw fu registrata la mattina del 6 settembre.

## Vittime e danni
Il terremoto provocò la morte di 41 persone, 36 delle quali nella sola Atsuma, e il ferimento di circa 680. La zona era stata colpita il giorno prima dal passaggio del tifone Jebi, il più forte che avesse colpito il Giappone negli ultimi 25 anni. Alcune vittime morirono sotto frane di terre imbevute di pioggia provocate dal sisma.
Tutti i 2,95 milioni di nuclei familiari in Hokkaidō rimasero senza energia elettrica in quanto la centrale a carbone di Atsuma dell'Azienda per l'energia elettrica di Hokkaidō fu danneggiata da incendi causati dal terremoto. Il collasso di questo impianto provocò uno scompenso nell'intero sistema di fornitura dell'isola e ne determinò il black out generale. Alle 18:30 locali del giorno del sisma, l'energia elettrica fu ripristinata per 340 000 abitazioni di Hokkaidō. L'8 settembre era stata ripristinata nel 99% delle abitazioni.

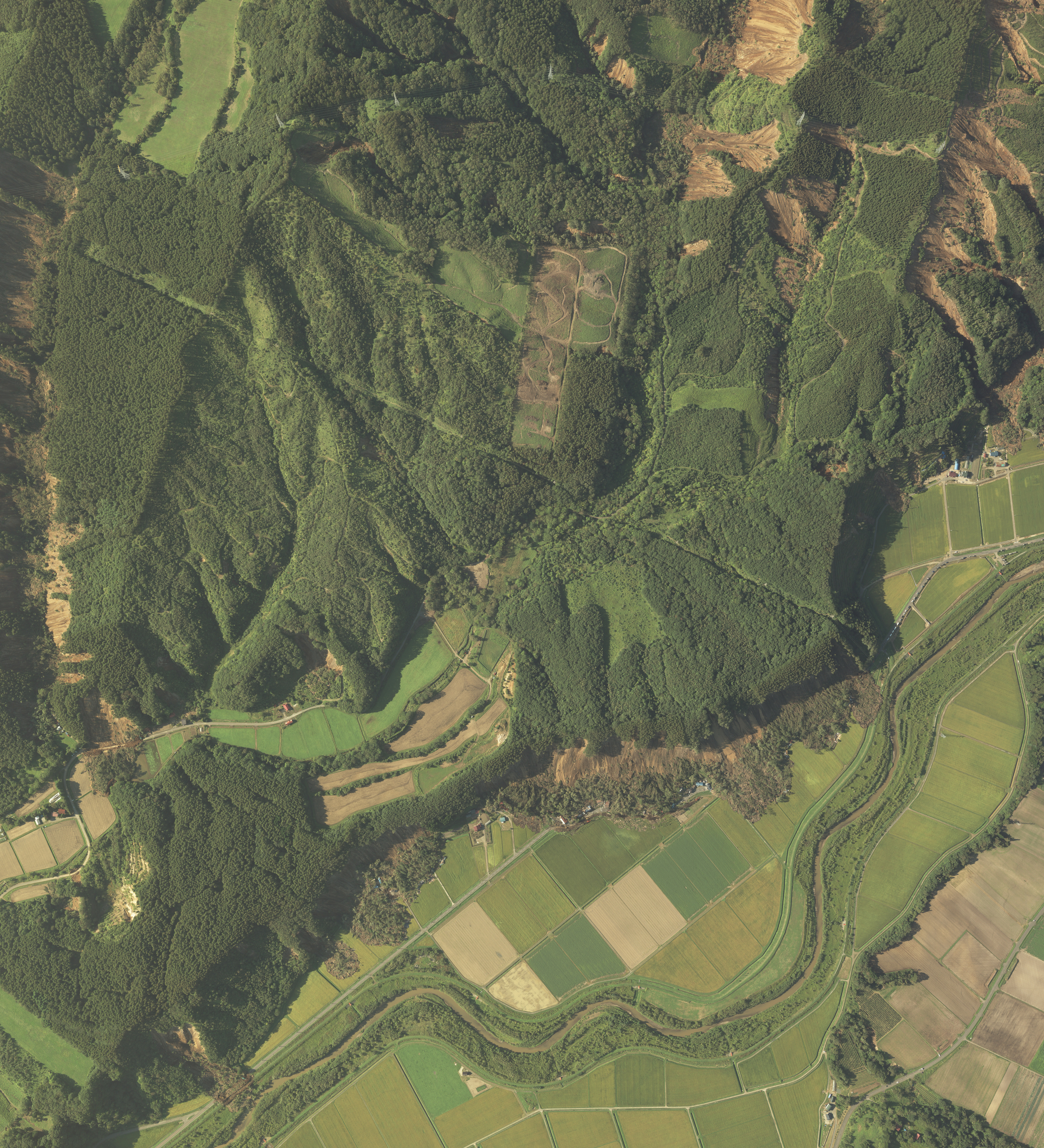
Vista aerea di alcune frane ad Atsuma

Tutti i voli dell'aeroporto di Shin-Chitose furono quel giorno cancellati e l'impianto riprese a funzionare il mattino dopo. Furono interrotti tutti i servizi ferroviari, di metropolitana e autobus a causa del black out elettrico, che costrinse gli ospedali a funzionare a regime ridotto con sistemi di emergenza di energia elettrica. Molti che si recarono al pronto soccorso non poterono essere curati.
Molte strade dell'isola fino a Sapporo divennero impraticabili, alcune a causa delle frane che le investirono e altre distrutte dalle scosse sismiche. Il black out elettrico ebbe ripercussioni anche sull'industria agro-alimentare. L'isola produce la metà del latte giapponese, le mucche non furono munte perché non funzionavano gli impianti frigoriferi e il latte andò perso. Stessa sorte subirono prodotti ittici e agricoli senza impianti frigoriferi e senza poter essere trasportati per l'interruzione della rete di trasporti.

## Fasi dell'emergenza
Il governo annunciò l'impiego per i soccorsi di 25 000 militari delle Forze di autodifesa giapponesi. Squadre di volontari giunsero dalla prefettura di Aomori e da Tokyo.